# 1996年夏季残疾人奥林匹克运动会南斯拉夫代表团
1996年夏季残疾人奥林匹克运动会南斯拉夫代表团是南斯拉夫派出的1996年夏季残疾人奥林匹克运动会代表团。获得2枚金牌和2枚银牌。